# Hipermnestra (Filla de Testi)
|  | Per a altres significats, vegeu «Hipermnestra». |

Hipermnestra (en grec antic Ὑπερμνήστρα), segons la mitologia grega, era una heroïna, filla de Testi. (de vegades es diu que era una de les cinquanta Tespíades, les filles de Tespi, ja que Testi i Tespi es confonen en els manuscrits). Es casà amb l'endeví Oïcles i va ser mare d'Amfiarau, Ifianira i Polibea.